# Chevron Cars Ltd
Pour les articles homonymes, voir Chevron.

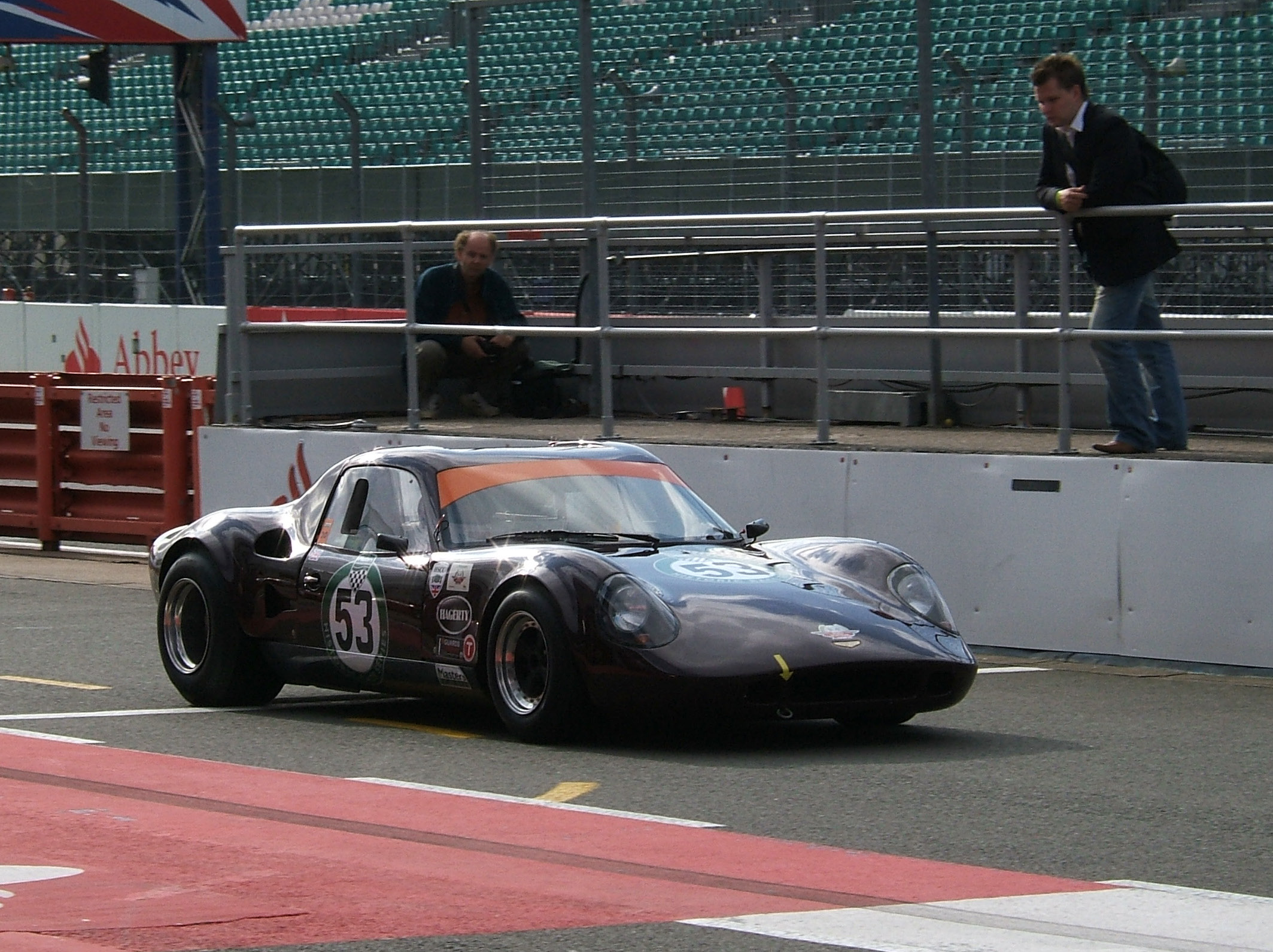
La B8 de 1968

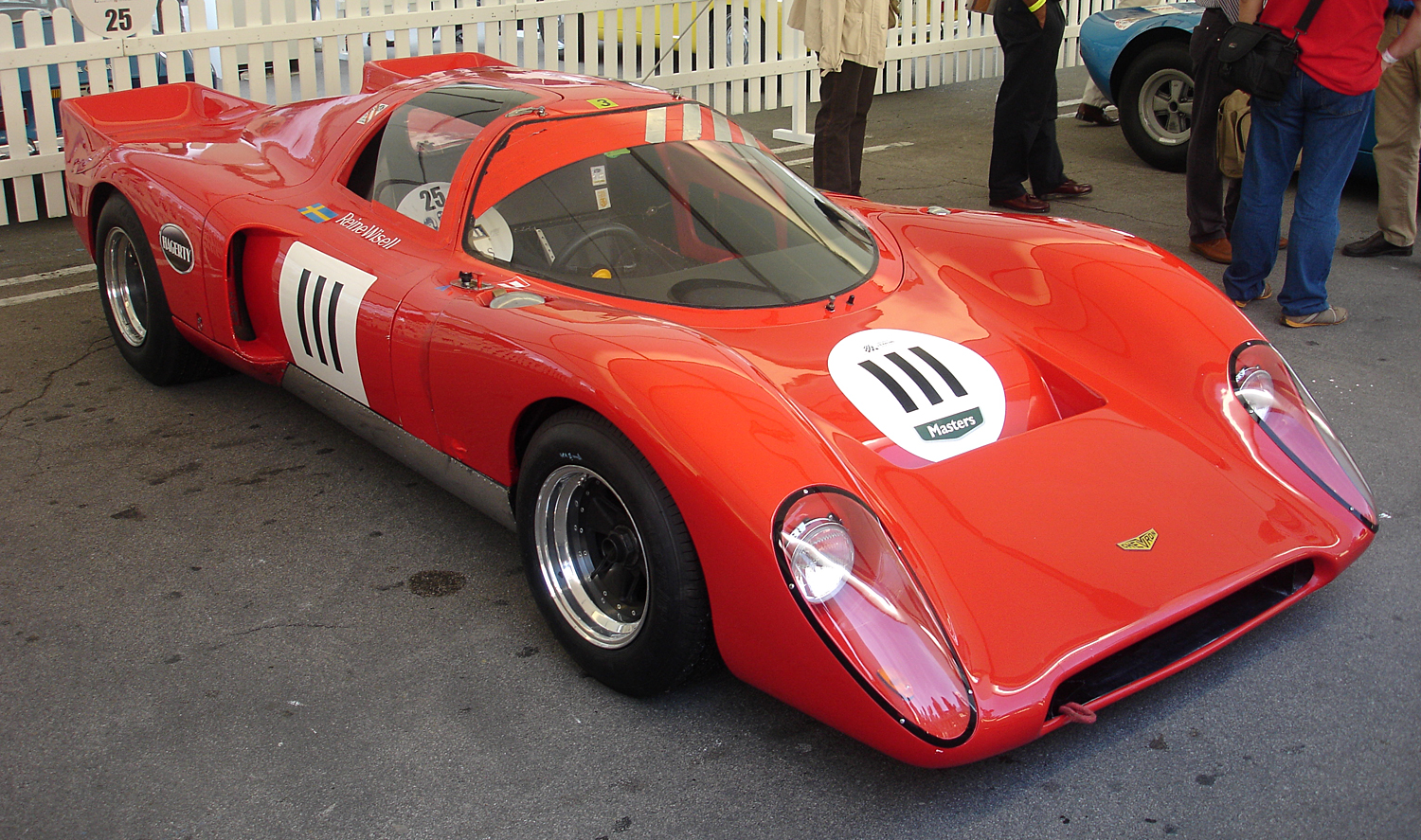
La B16 de 1969

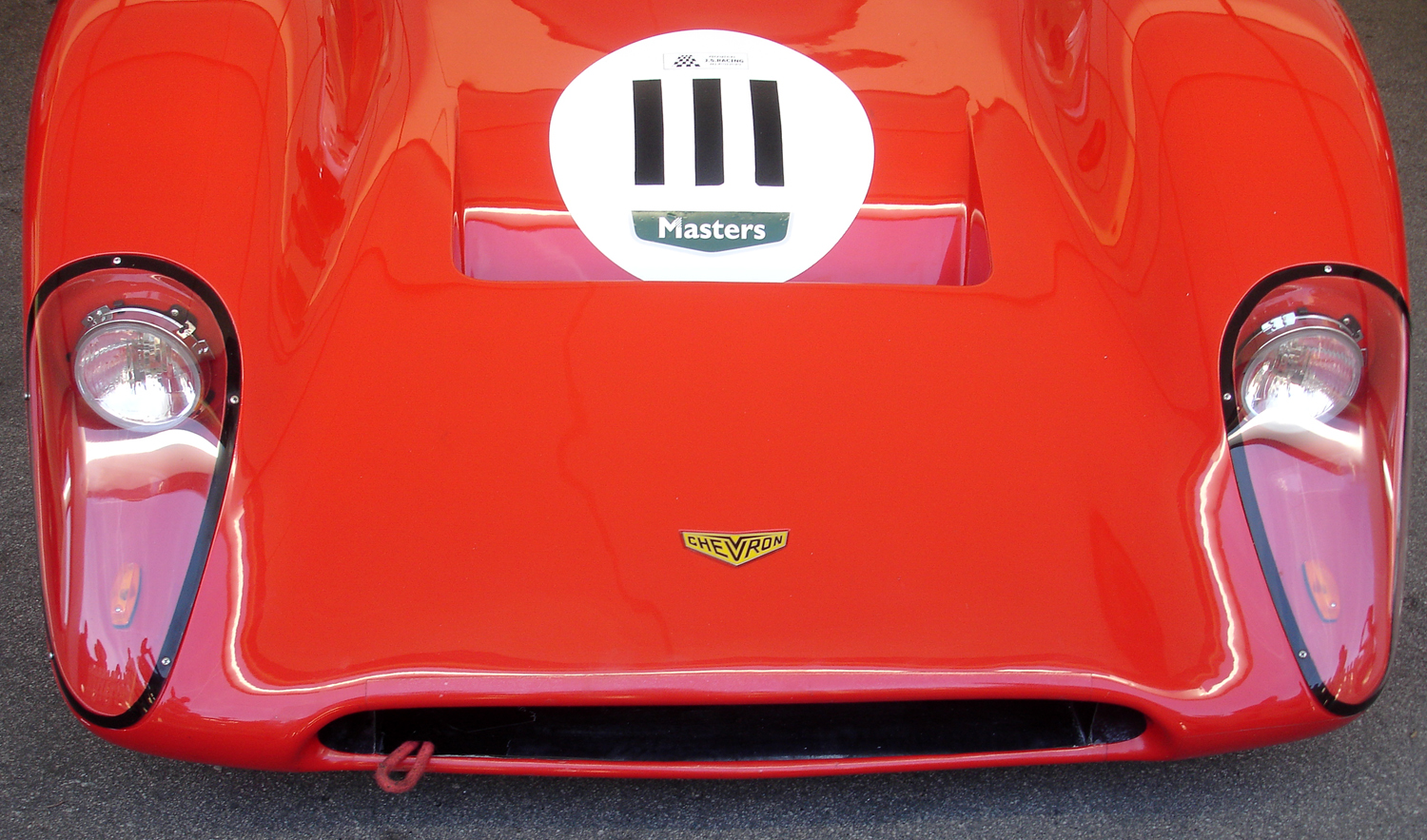
L'avant de la B16

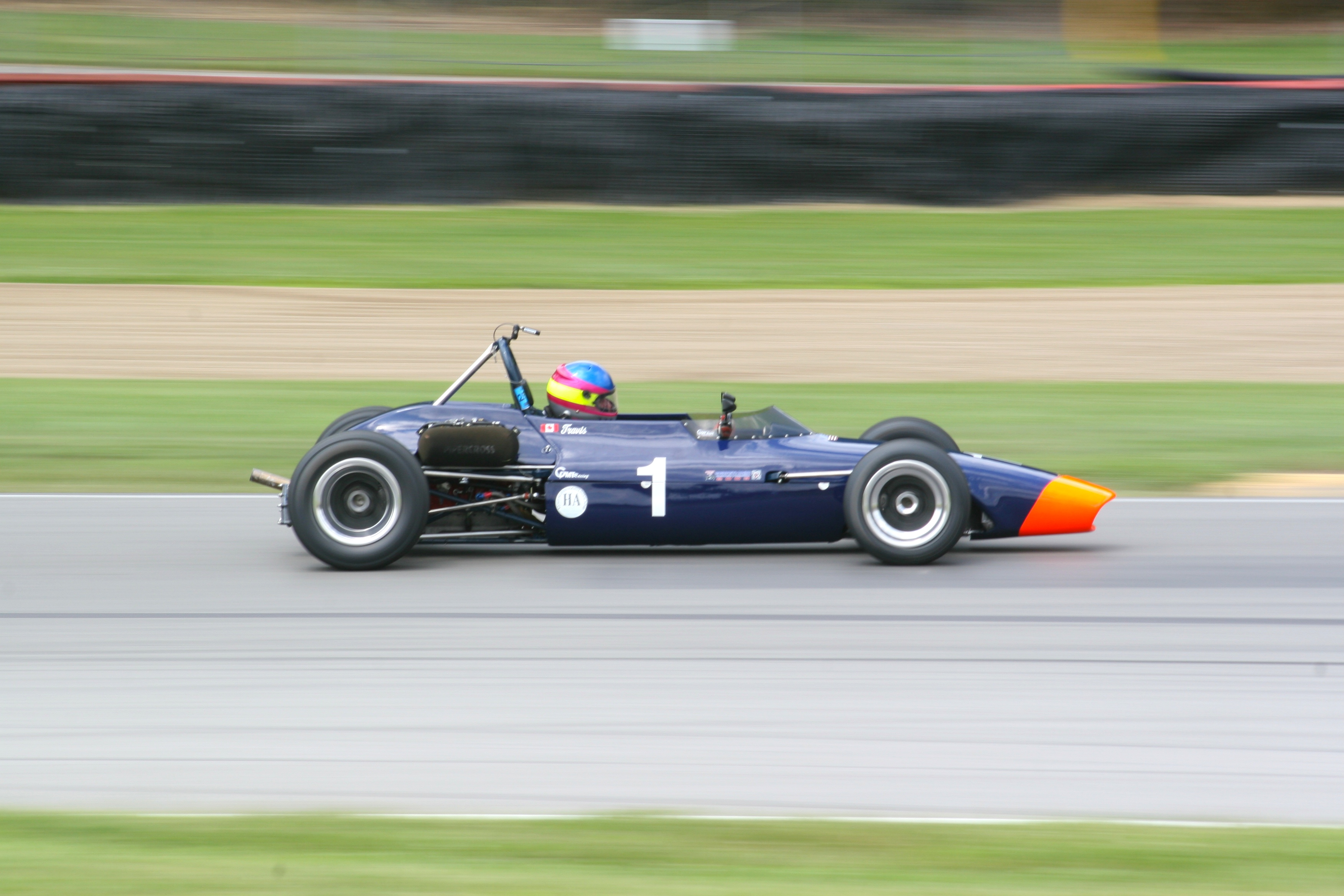
La B17B de 1970

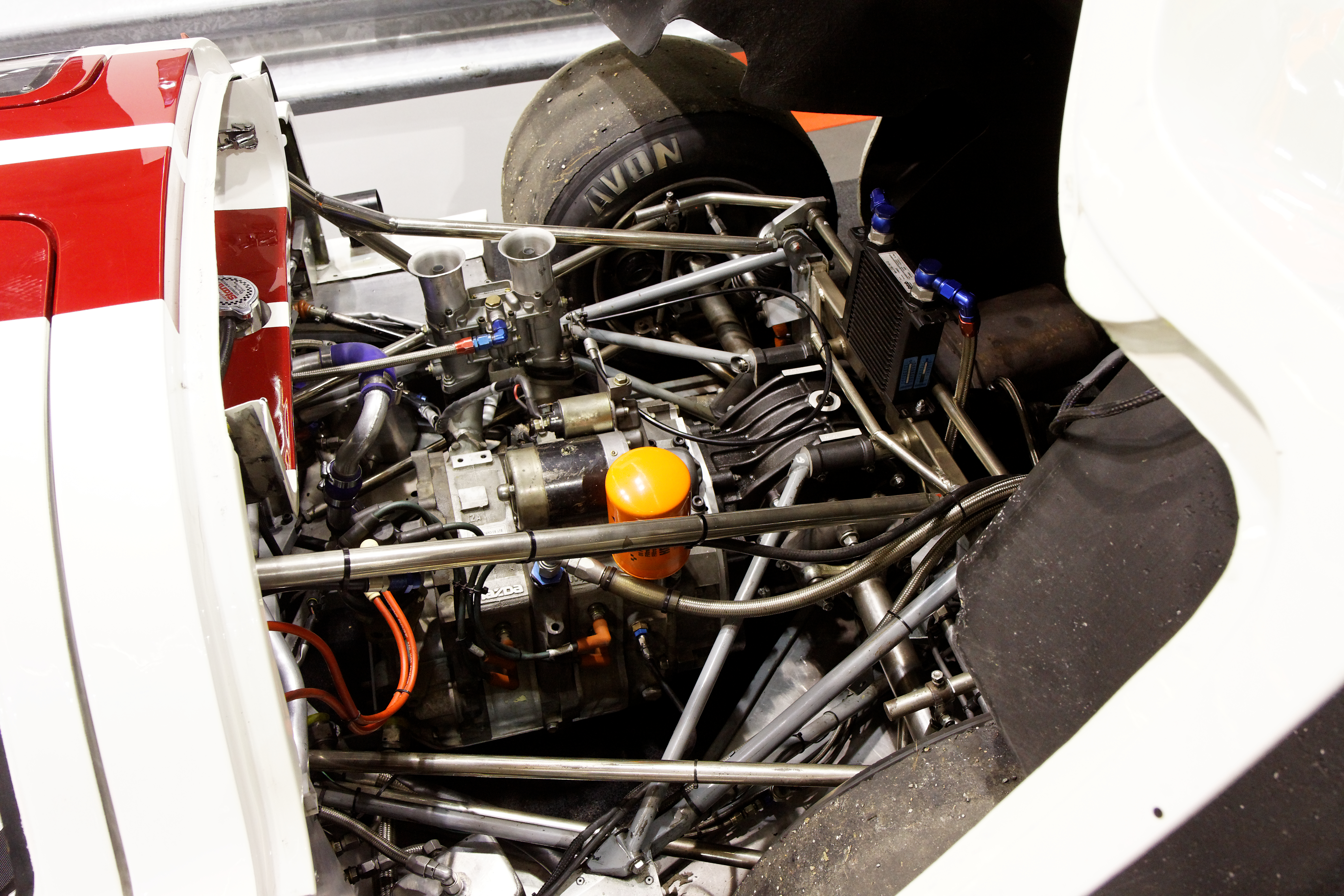
Le moteur Mazda de 1970

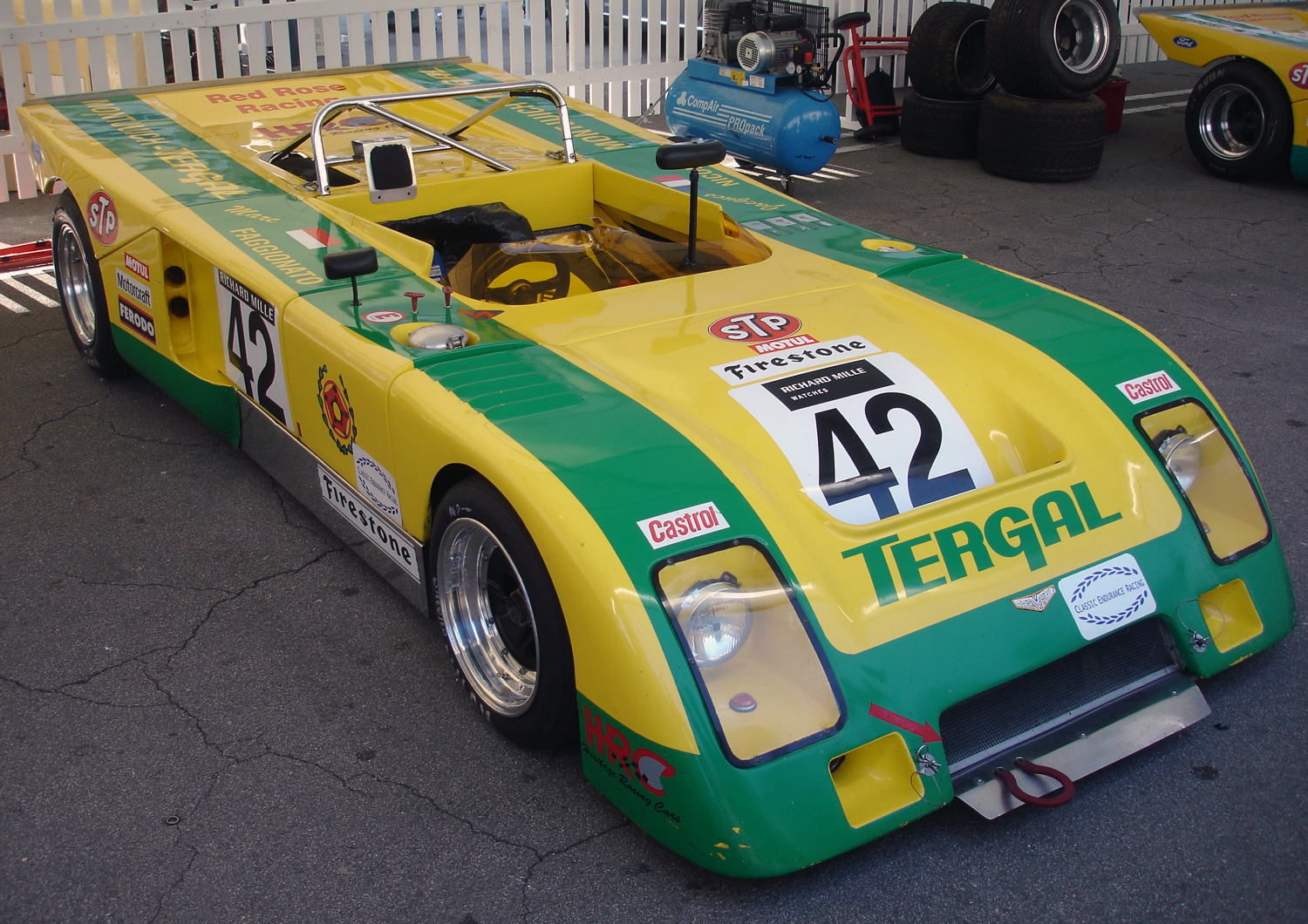
La B21 de 1972

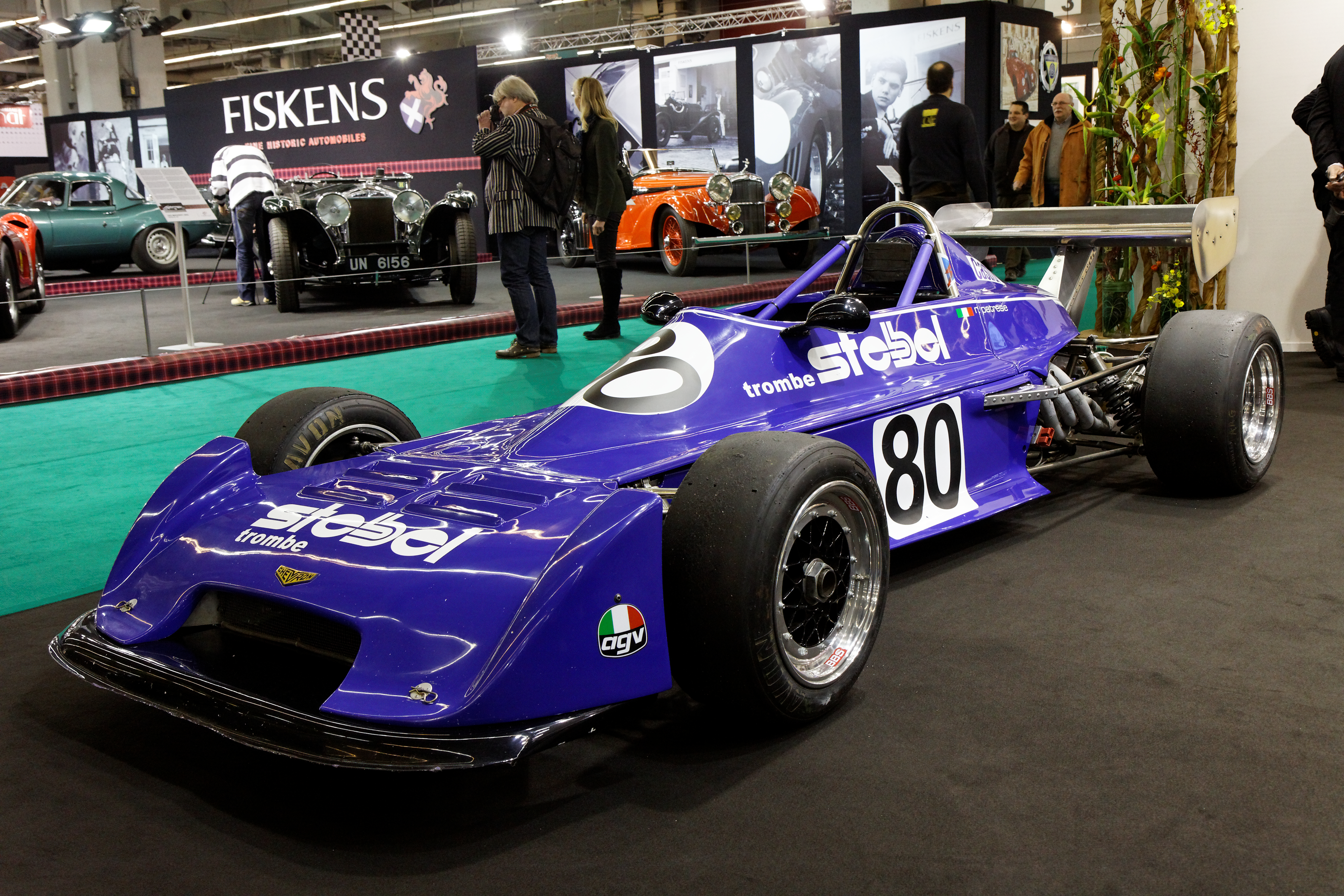
Le B34 de 1976

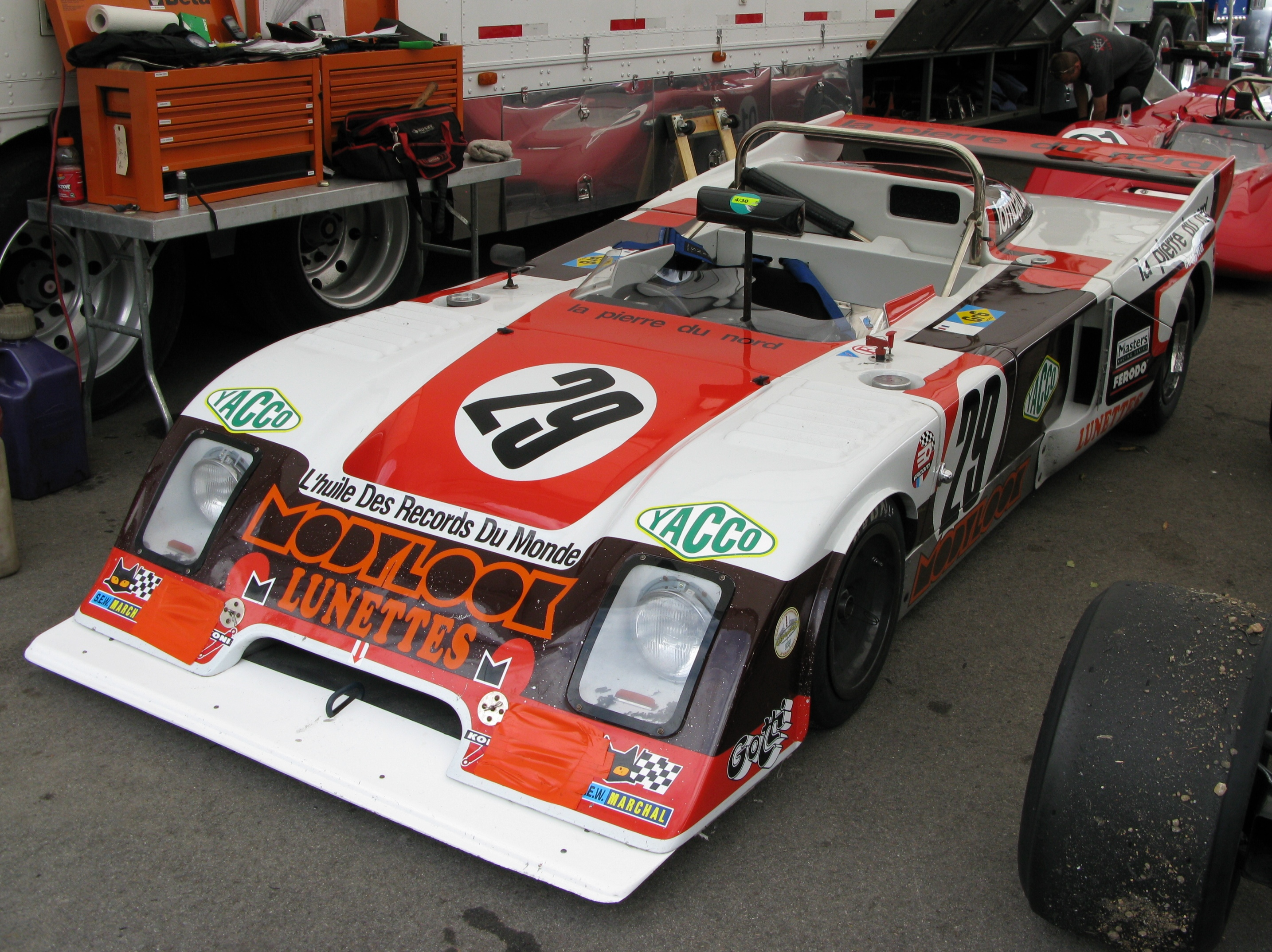
La B36 de 1976

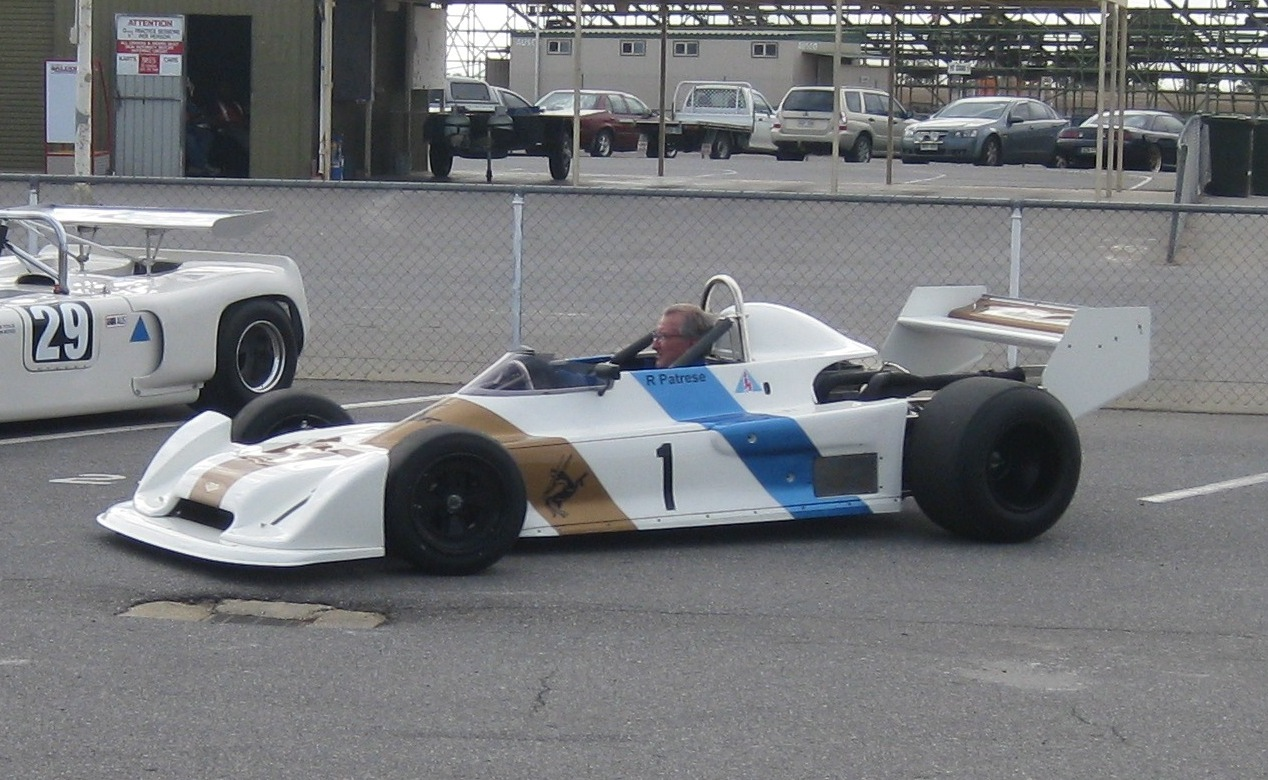
La B42 de 1978

Chevron Cars Ltd est un constructeur britannique de voitures de sport fondé en 1965 par Derek Bennett et basé originellement à Bolton dans le Lancashire. En 1978, à la mort de son fondateur, l'entreprise a continué à produire ses anciens modèles. Une nouvelle société, Chevron Racing Cars Ltd est née en 2005 pour concevoir de nouveaux modèles de grand tourisme.

## Histoire
Né en 1933, Derek Bennett est un autodidacte et un coureur automobile amateur qui débute localement la fabrication de voitures de course. Malgré une capacité de production limitée, l'entreprise a conçu des Formule 2, des Formule 3, des Formule 5000, des voitures de Grand Tourisme et des voitures de sport. Les meilleurs pilotes ont bénéficié de ces voitures dont Niki Lauda qui remporte la course du Salzburgring de l'European 2-Litre Championship en 1971, Jody Scheckter, Riccardo Patrese, Alain Prost, Keke Rosberg, Alan Jones...
L'histoire de cette marque a connu un arrêt brutal lors de la mort de son fondateur dans un accident de deltaplane en 1978.

## Compétition
- Monoplace
  - Vainqueur du Grand Prix de Pau en 1972 avec Peter Gethin ;
  - Vainqueur du British F5000 Championship en 1973 avec Teddy Pilette et en 1976 avec David Purley ;
  - Vainqueur de la Race of champions 1973 avec Peter Gethin ;
  - Vainqueur de la Formule Tasmane en 1974 avec Peter Gethin.
- Endurance
  - Vainqueur de l'European 2-Litre Championship en 1970 ;
  - Vainqueur de la dernière Targa Florio en 1977 avec Raffaele Restivo ;
  - Vainqueur de la catégorie Groupe 6 moins de 2 L des 24 Heures du Mans en 1977, 1978, 1979 et 1980.

## Modèles
| Modèle            | Catégories                         | Année     |
| ----------------- | ---------------------------------- | --------- |
| B1                | Clubmans Formula                   | 1965      |
| B2                | Clubmans Formula                   | 1966      |
| B3-Ford           | GT                                 | 1966      |
| B4-BMW            | GT                                 | 1966      |
| B5-BRM            | GT                                 | 1967      |
| B6-Ford / BMW     | GT                                 | 1967      |
| B7                | Formule 3                          | 1967      |
| B8                | GT / Groupe 4                      | 1968      |
| B9 / B9B          | F3                                 | 1968      |
| B10               | Formule 2                          | 1968      |
| B12-Repco         | GT                                 | 1968      |
| B14               | Formule B                          | 1968      |
| B15 / B15B / B15C | F3 / FB                            | 1969      |
| B16 Coupe         | G5 / G6                            | 1969      |
| B16 Spyder        | G6                                 | 1969      |
| B17 / B / C       | F2 / F3 / FB                       | 1970      |
| B18               | F2 / F3 / Formule Atlantic / B     | 1970      |
| B19               | G6                                 | 1971      |
| B20               | F2 / F3 / Atlantic                 | 1971      |
| B21               | G6                                 | 1972      |
| B23               | G6                                 | 1973      |
| B24               | Formule 5000                       | 1972      |
| B25               | F2 / Atlantic                      | 1973      |
| B26               | G6                                 | 1973      |
| B27               | F2 / Atlantic                      | 1974      |
| B28               | F5000                              | 1974      |
| B29               | F2 / Atlantic                      | 1975      |
| B30               | F5000                              | 1975      |
| B31               | G6                                 | 1975      |
| B32               | Special                            | 1975      |
| B34               | F3 / Atlantic                      | 1976      |
| B35               | F2 / Atlantic                      | 1976      |
| B36               | G6                                 | 1976      |
| B37               | F5000                              | 1976      |
| B38               | F3                                 | 1977      |
| B39               | Atlantic                           | 1977      |
| B40               | F2                                 | 1977      |
| B41               | F1                                 | 1978      |
| B42               | F2                                 | 1978      |
| B43               | F3                                 | 1978      |
| B45               | Atlantic                           | 1978      |
| B46               | FSV                                | 1978      |
| B47               | F3                                 | 1979      |
| B48               | F2                                 | 1979      |
| B49               | Atlantic                           | 1979      |
| B50               | FSV                                | 1979      |
| B51               | CanAm                              | 1980      |
| B52               | Sports 2000                        | 1980      |
| B53               | F3                                 | 1980      |
| B53               | Atlantic                           | 1981      |
| B54               | S2000                              | 1981-1982 |
| B56               | Atlantic                           | 1982      |
| B60               | Thundersports                      | 1982      |
| B61               | Thundersports                      | 1983      |
| B62               | Groupe C2                          | 1985      |
| B63               | S2000                              | 1985      |
| B65               | Groupe C2                          | 1986      |
| GR8               | Chevron GR8 Challenge / British GT | 2010-2011 |